# Phytobacter
Genre
Synonymes
- Metakosakonia Alnajar & Gupta 2017

Phytobacter est un genre de bacilles Gram négatifs (BGN) de la famille des Enterobacteriaceae. Son nom, composé de la racine grecque phyto- (φυτόν,-oῦ : plante) et du néolatin bacter (bactérie), peut se traduire par « bactérie végétale ». Il fait référence à l'origine endophyte de l'espèce type, isolée pour la première fois des tissus internes d'une espèce de riz sauvage.

## Liste d'espèces
Selon la LPSN (3 novembre 2022) :
- Phytobacter diazotrophicus Zhang et al. 2017 – espèce type ;
- Phytobacter massiliensis (Lagier et al. 2014) Ma et al. 2021 ;
- Phytobacter palmae Madhaiyan et al. 2020 ;
- Phytobacter ursingii Pillonetto et al. 2018.